# Kasprowy Wierch (Wyspa Króla Jerzego)
Kasprowy Wierch (ang. Kasprowy Hill) - wzgórze na Wyspie Króla Jerzego o wysokości 270 m n.p.m., nazwane w 1980 roku przez polską ekspedycję naukową z pobliskiej Stacji Antarktycznej im. H. Arctowskiego. Wzgórze wznosi się u południowo-wschodnich wybrzeży fiordu Ezcurra, między Włoską Doliną a Wzgórzami Jersaka. Po wschodniej stronie wzgórza płynie potok Vanishing Creek. 